# Доморо, Сириль
Сири́ль Доморо́ (фр. Depri Cyrille Leandre Domoraud; 22 июля 1971, Лакота, Кот-д’Ивуар) — ивуарский футболист, выступавший на позиции защитника за национальную сборную Кот-д’Ивуара и целый ряд клубов.

## Клубная карьера
Во взрослом футболе дебютировал в 1992 году выступлениями за команду клуба «Кретей», в котором провёл два сезона, приняв участие в 19 матчах чемпионата.
С 1994 по 1997 год играл в составе команд клубов «Ред Стар» и «Бордо».
Своей игрой за последнюю команду привлёк внимание представителей тренерского штаба клуба «Олимпик Марсель», к составу которого присоединился в 1997 году. Сыграл за команду из Марселя следующие два сезона своей игровой карьеры. Большую часть времени, проведённого в составе «Марселя», был основным игроком защиты команды.
В течение 1999—2007 годов защищал цвета клубов «Интернационале», «Бастия», «Милан», «Монако», «Эспаньол», «Коньяспор», «Кретей» и «Стелла д’Аджаме».
Завершил профессиональную игровую карьеру в клубе «Африка Спорт», за команду которого выступал в течение 2008 года.

## Карьера в сборной
В 1995 году дебютировал в официальных матчах в составе национальной сборной Кот-д’ивуара. В течение карьеры в национальной команде, которая длилась 12 лет, провёл в форме главной команды страны 51 матч.
В составе сборной был участником Кубка африканских наций 1996 года в ЮАР, Кубка африканских наций 1998 года в Буркина-Фасо, Кубка африканских наций 2000 года в Гане и Нигерии, чемпионата мира 2006 года в Германии, Кубка африканских наций 2006 года в Египте, где вместе с командой завоевал «серебро».

## Достижения
«Марсель»
- Серебряный призёр Чемпионата Франции (1): 1998/1999
- Финалист Лиги Европы УЕФА (1): 1999

 «Бордо»
- Чемпионат Франции (4-е место) (1): 1995/1997
- Финалист Кубка лиги (1): 1997

 «Интернационале»
- Финалист Кубка Италии (1): 2000